# Tropidophora
Genre
Tropidophora est un genre de mollusques gastéropodes terrestres de la famille des Pomatiidae. Ces escargots se rencontrent dans l'ouest de l'Océan Indien (côtes de l'Afrique, Madagascar, les Mascareignes). Beaucoup d'espèces sont menacées voire déjà éteintes.

## Systématique
Le genre Tropidophora a été créé en 1847 par le zoologiste allemand Franz Hermann Troschel (1810-1882) avec comme espèce type Tropidophora cuvieriana (Petit de la Saussaye, 1841),

## Liste d'espèces
Selon World Register of Marine Species (6 novembre 2022) :
- Tropidophora aequatoria (Morelet, 1890)
- Tropidophora alluaudi (Dautzenberg, 1895)
- Tropidophora alternans (L. Pfeiffer, 1853)
- Tropidophora ambilobeensis Fischer-Piette, F. Blanc & Salvat, 1969
- Tropidophora anceps (E. von Martens, 1878)
- Tropidophora andrakarakarensis Fischer-Piette & Testud, 1973
- Tropidophora andrapangana Fischer-Piette, F. Blanc & Salvat, 1969
- Tropidophora articulata (J. E. Gray, 1833)
- Tropidophora aspera (Potiez & Michaud, 1838)
- Tropidophora balteata (G. B. Sowerby III, 1874)
- Tropidophora bathiei Fischer-Piette, 1949
- Tropidophora bemaraensis Fischer-Piette, 1949
- Tropidophora besalampiensis Fischer-Piette, 1949
- Tropidophora betsileoensis (E. A. Smith, 1882)
- Tropidophora bicarinata (G. B. Sowerby I, 1843)
- Tropidophora boucheti Fischer-Piette, C. P. Blanc, F. Blanc & F. Salvat, 1993
- Tropidophora calcarea (G. B. Sowerby I, 1843)
- Tropidophora carinata (Born, 1778)
- Tropidophora carnicolor Fulton, 1902
- Tropidophora castanea (L. Pfeiffer, 1851)
- Tropidophora cavernarum Fischer-Piette, F. Blanc & Salvat, 1969
- Tropidophora cecionii Bacci, 1943
- Tropidophora chavani Fischer-Piette, 1949
- Tropidophora chromium (Morelet, 1877)
- Tropidophora cincinna (G. B. Sowerby I, 1843)
- Tropidophora comburens Melvill & Ponsonby, 1903
- Tropidophora concinna Preston, 1910
- Tropidophora consocia (L. Pfeiffer, 1852)
- Tropidophora coquandiana (Petit de la Saussaye, 1852)
- Tropidophora crenulata Fulton, 1902
- Tropidophora creplini (Dunker, 1848)
- Tropidophora cuvieriana (Petit de la Saussaye, 1841)
- Tropidophora deburghiae (Reeve, 1861)
- Tropidophora deliciosa (G. B. Sowerby I, 1850)
- Tropidophora delmaresi (Bourguignat, 1887)
- Tropidophora denisi Fischer-Piette, 1949
- Tropidophora denselirata Fischer-Piette, F. Blanc & Salvat, 1969
- Tropidophora deshayesiana (Petit de la Saussaye, 1844)
- Tropidophora diegoensis Fischer-Piette, 1949
- Tropidophora dingeoni Fischer-Piette, F. Blanc & Salvat, 1969
- Tropidophora erlangeri (Kobelt, 1910)
- Tropidophora eugeniae (Reeve, 1857)
- Tropidophora eustola (Crosse & P. Fischer, 1887)
- Tropidophora felicis Fischer-Piette & Bedoucha, 1965
- Tropidophora feringalavaensis Fischer-Piette, C. P. Blanc, F. Blanc & F. Salvat, 1993
- Tropidophora filopura Fischer-Piette, 1949
- Tropidophora filostriata (G. B. Sowerby III, 1874)
- Tropidophora fimbriata (Lamarck, 1822)
- Tropidophora fivanonensis Fischer-Piette & Bedoucha, 1965
- Tropidophora formosa (G. B. Sowerby I, 1849)
- Tropidophora foveolata (Melvill & Ponsonby, 1895)
- Tropidophora franzhuberi Thach, 2021
- Tropidophora freyi O. Boettger, 1892
- Tropidophora fulvescens (G. B. Sowerby I, 1843)
- Tropidophora fuscula (L. Pfeiffer, 1853)
- Tropidophora gallorum Fischer-Piette, F. Blanc & Salvat, 1969
- Tropidophora gardineri Gerlach, 2006
- Tropidophora goudotiana (G. B. Sowerby I, 1843)
- Tropidophora grisea (L. Pfeiffer, 1854)
- Tropidophora hartvigiana (L. Pfeiffer, 1862)
- Tropidophora hildebrandti (E. von Martens, 1876)
- Tropidophora humberti Fischer-Piette, 1949
- Tropidophora humbloti (Morelet, 1886)
- Tropidophora humbug O. L. Griffiths & D. G. Herbert, 2013
- Tropidophora icterica (G. B. Sowerby I, 1843)
- Tropidophora insularis (L. Pfeiffer, 1854)
- Tropidophora interrupta Fischer-Piette, F. Blanc & Salvat, 1969
- Tropidophora ivongoensis Fischer-Piette, F. Blanc & Vukadinovic, 1974
- Tropidophora johnsoni (E. A. Smith, 1882)
- Tropidophora lamarckii (Petit de la Saussaye, 1850)
- Tropidophora letourneuxi (Bourguignat, 1887)
- Tropidophora lienardi (Morelet, 1877)
- Tropidophora ligata (O. F. Müller, 1774)
- Tropidophora ligatula (Grateloup, 1840)
- Tropidophora lincolni Emberton, 2009
- Tropidophora lineata (L. Pfeiffer, 1854)
- Tropidophora lirata (L. Pfeiffer, 1852)
- Tropidophora liratoides Fischer-Piette, C. P. Blanc, F. Blanc & F. Salvat, 1993
- Tropidophora luti (Fischer-Piette, C. P. Blanc, F. Blanc & Salvat, 1993)
- Tropidophora maignei Fischer-Piette, C. P. Blanc, F. Blanc & F. Salvat, 1993
- Tropidophora marojeziana Fischer-Piette, C. P. Blanc, F. Blanc & F. Salvat, 1993
- Tropidophora mauritiana (H. Adams, 1867)
- Tropidophora michaudi (Grateloup, 1841)
- Tropidophora microchasma (L. Pfeiffer, 1857)
- Tropidophora milloti Fischer-Piette, 1949
- Tropidophora moniliata (Morelet, 1881)
- Tropidophora morondavensis Fischer-Piette, 1949
- Tropidophora moulinsii (Grateloup, 1840)
- Tropidophora nyasana (E. A. Smith, 1899)
- Tropidophora occlusa (Mörch, 1852)
- Tropidophora ochracea (Melvill & Ponsonby, 1896)
- Tropidophora oppessulata Fischer-Piette, F. Blanc & Salvat, 1969
- Tropidophora perfecta Fulton, 1903
- Tropidophora perinetensis Fischer-Piette & Bedoucha, 1965
- Tropidophora petiti Fischer-Piette, 1949
- Tropidophora philippiana (L. Pfeiffer, 1852)
- Tropidophora plurilirata Fulton, 1903
- Tropidophora polyzonata (Morelet, 1886)
- Tropidophora principalis (L. Pfeiffer, 1859)
- Tropidophora propeconsocia Fischer-Piette & Bedoucha, 1965
- Tropidophora propevitellina Fischer-Piette, C. P. Blanc, F. Blanc & F. Salvat, 1993
- Tropidophora puerilis Fischer-Piette & Bedoucha, 1965
- Tropidophora pulchella (G. B. Sowerby I, 1843)
- Tropidophora pulchra (J. E. Gray, 1833)
- Tropidophora pyrostoma (G. B. Sowerby I, in Reeve, 1842)
- Tropidophora reesi Fischer-Piette, 1949
- Tropidophora reticulata (A. Adams & Reeve, 1850)
- Tropidophora salvati Fischer-Piette & Bedoucha, 1965
- Tropidophora sarcodes (L. Pfeiffer, 1857)
- Tropidophora sarodranensis Fischer-Piette, F. Blanc & Salvat, 1969
- Tropidophora scabra (H. Adams, 1867)
- Tropidophora secunda Fischer-Piette & Bedoucha, 1965
- Tropidophora semidecussata (L. Pfeiffer, 1847)
- Tropidophora semilirata (Morelet, 1881)
- Tropidophora sericea O. L. Griffiths & D. G. Herbert, 2013
- Tropidophora sikorae (Fulton, 1901)
- Tropidophora soulaiana Fischer-Piette & Testud, 1973
- Tropidophora sowerbyi (L. Pfeiffer, 1846)
- Tropidophora surda Fischer-Piette, F. Blanc & Salvat, 1969
- Tropidophora tenuis (G. B. Sowerby I, 1843)
- Tropidophora theobaldi Fischer-Piette, C. P. Blanc, F. Blanc & F. Salvat, 1993
- Tropidophora thesauri Fischer-Piette, 1949
- Tropidophora tomlini Fischer-Piette, 1949
- Tropidophora transvaalensis (Melvill & Ponsonby, 1891)
- Tropidophora tricarinata (O. F. Müller, 1774)
- Tropidophora tulearensis Fischer-Piette, 1949
- Tropidophora unicarinata (Lamarck, 1822)
- Tropidophora vallorzi Fischer-Piette, C. P. Blanc, F. Blanc & F. Salvat, 1993
- Tropidophora veridis Thach & F. Huber, 2021
- Tropidophora vesconis (Morelet, 1860)
- Tropidophora vexillum (G. B. Sowerby III, 1873)
- Tropidophora vignali Fischer-Piette, 1949
- Tropidophora vincentflorensi O. L. Griffiths, 2000
- Tropidophora virgata (G. B. Sowerby I, 1843)
- Tropidophora virgo (L. Pfeiffer, 1855)
- Tropidophora vitellina (L. Pfeiffer, 1852)
- Tropidophora vittata (G. B. Sowerby I,, 1842)
- Tropidophora vuillemini Fischer-Piette, F. Blanc & Salvat, 1969
- Tropidophora winckworthi Fischer-Piette, 1949
- Tropidophora xanthocheila (G. B. Sowerby I, 1850)
- Tropidophora zanguebarica (Petit de la Saussaye, 1850)
- Tropidophora zonata (Petit de la Saussaye, 1850)

## Publication originale
- (de) F. H. Troschel, « Ueber die Gattungen der Cyclostomiden », Zeitschrift für Malakozoologie, Hanovre et Cassel, Hahn'schen Hofbuchhandlung, vol. 4, no 3,‎ 1847, p. 42-45 (OCLC 1640285, lire en ligne).